# Ќ
Ќ, ќ («ќe», «кє») — кирилична літера, 24-та літера македонської абетки, позначає звук [kʲ] або [ʨ] (в діалектах). Часто використовується у тих же випадках, що й ћ у сербському письмі, однак зазвичай має іншу вимову.
Звуки [kʲ] і [ʨ], передавані цією літерою, сходять до праслов'янського сполучення *tj, що спочатку в рамках слов'янської йотації перейшло в пом'якшений *t', потім у глухий м'якопіднебінний проривний або глухий ясенно-твердопіднебінний африкат. В українській їм відповідає глухий африкат [t͡ʃ] (літера ч): мак. свеќа — укр. свіча, мак. маќеа — укр. мачуха, мак. Караџиќ — укр. Караджич, мак. знаејќи — укр. знаючи, мак. среќавање — укр. стрічання, мак. ќе (частка, що позначає майбутній час) — укр. хоче; або глухий звук [t] (літера т): мак. браќа — укр. браття, мак. опфаќање — укр. обхват.
Цю літеру (як і деякі інші) було введено в македонську абетку 4 грудня 1944 року за результатами голосування членів «філологічної комісії зі встановлення македонської абетки та македонської літературної мови» (9 голосів «за», 2 голоси «проти»); альтернативою було використання сербської літери  ћ, втім його було відхилено почасти з політичних міркувань, почасти через апелювання до принципової різниці між македонською та сербською вимовою. Знак ќ є видозміненою кириличною літерою к. Однак в абетці ќ займає місце не поряд із к, а після т, тобто там, де стоїть ћ у сербській абетці.
«Дзвінким відповідником» ќ у македонській абетці є літера ѓ.

## Таблиця кодів
| Кодування           | Реєстр | Десятковий код | 16-ковий код | Вісімковий код | Двійковий код                       |
| ------------------- | ------ | -------------- | ------------ | -------------- | ----------------------------------- |
| Юнікод (монолітний) | Велика | 1036           | 040C         | 002014         | 00000100 00001100                   |
| Юнікод (монолітний) | Мала   | 1116           | 045C         | 002134         | 00000100 01011100                   |
| Юнікод              | Велика | 68813569       | 041A 0301    | 00406401401    | 00000100 00011010 00000011 00000001 |
| Юнікод              | Мала   | 70910721       | 043A 0301    | 00416401401    | 00000100 00111010 00000011 00000001 |
| ISO 8859-5          | Велика | 172            | AC           | 254            | 10101100                            |
| ISO 8859-5          | Мала   | 252            | FC           | 374            | 11111100                            |
| KOI-8               | Велика | 188            | BC           | 274            | 10111100                            |
| KOI-8               | Мала   | 172            | AC           | 254            | 10101100                            |
| Windows-1251        | Велика | 141            | 8D           | 215            | 10001101                            |
| Windows-1251        | Мала   | 157            | 9D           | 235            | 10011101                            |

В HTML велику літеру Ќ можна записати як Ќ або Ќ, а малу ќ — як ќ або ќ.